# Figurativní sociologie
Figurativní sociologie je inovativní způsob nahlížení na sociologii vytvořený německým filosofem a sociologem Norbertem Eliasem. Figurace má být teoretický nástroj, jenž chápe individuum a společnost jako dvě rozdílné figury a s jehož přispěním mají být dosavadní rozpory sociologického myšlení odstraněny.

## Eliasovo pojetí
V mládí měla na Eliase velký vliv klasická německá a antická literatura. Studium filozofie a medicíny mu později pomohlo vnést do výzkumu psychologickou stránku. Elias bojoval v první světové válce, kde se účastnil například bitvy na Sommě. Konci války u něj předcházelo psychické zhroucení. Vojna ho vedla k zintenzivnění jeho pozornosti k civilizačnímu procesu. Vzestup nacismu ho jako Žida připravil o docentury a přinutil emigrovat do Francie, kde neměl akademické povolení a tak se nemohl věnovat své práci. Založil továrnu na výrobu hraček v Paříži, ale v podnikání nebyl úspěšný. Postupem času emigroval dále do Londýna. V Anglii vznikl i jeho spis o civilizačním procesu. Časté přerušování jeho studií kvůli světové válce, nacismu, exilu do Francie a poté do Anglie - to všechno pomohlo Eliasovi k lepšímu pochopení vzájemných vztahů a propojení jedince a společnosti, soukromí a veřejností, mikrosociologie a makrosociologie.
Eliasova orientace představuje v soudobé sociologii výrazný, nepřehlédnutý proud. Jeho přístup příliš neuznává hranice jednotlivých vědních oborů. Primární je pro něj výzkumný problém, nikoliv otázka odborné specializace. Jeho sociologické práce velice často přesahují do historie, psychologie, psychoanalýzy, etnologie, antropologie, politologie i ekonomie. Klíčovou roli v Eliasově sociologickém myšlení je procesuální chápání sociální reality. Sociální procesy probíhají v lidmi vytvářených figuracích kontinuálně, nezáměrně a neplánovaně. Mají obvykle charakter vzestupu nebo poklesu, přičemž posun u jednoho procesuálního stupně do druhého bývá doprovázen mocí. Eliasovo pojetí civilizačního procesu je zcela ojediněle a neobvyklé, což mu ovšem v jeho době bylo v akademickém světě spíše ke škodě než k užitku.  Podle Eliase je civilizační proces zcela spontánní a ve svém průběhu nevyhnutelný, v žádném případě však ještě nekončí. Hospodářské konflikty, nebezpečí válek, napětí a strach z budoucnosti, to vše je známkou toho, že jsme stále součástí civilizačního procesu.

## Figurativní sociologie
Život lidí ve společnosti má určitý tvar, který ovlivňuje míra jejich závislosti mezi sebou. Tyto závislosti mají za následek něco, čemu Elias říká „figurace“. Pomocí figurací se Elias snaží pokořit základní problém sociologie, a to sice vztah mezi individuem a společností. Dosavadní teorie zatím tento úkol nedokázaly uspokojivě vyřešit, jelikož buď uvažovaly o individuu mimo společnost, nebo o společnosti myšlené jako protiklad vůči individuu. Figurativní sociologie se zabývá tím, co lidi pojí, tím, čím si jsou všechna individua v dané společnosti podobná (tzv. Interpendence). Nezkoumá tedy individuum a společnost zvlášť, nýbrž jako jeden celek. Chování společnosti pochopíme pouze tehdy, pokud budeme sledovat měnící se chování jejích částí. Elias to vysvětluje na příkladu fotbalu, kde jsou dvě protivnické skupiny, které navzájem tvoří jedinou figuraci. Plynulé seskupování hráčů na jedné straně je srozumitelné jen ve vztahu k plynulému seskupování hráčů na druhé straně.

## Etablovaní vs. outsideři
Figurační princip aplikoval v praxi jeho student John Scotson, když zkoumal klasický sociologický problém – nerovnost ve společnosti. Zkoumal společnost městečka Winston Parva. Jeho obyvatelé byli rozděleni do tří skupin (1. - obchodníci a manažeři - přistěhovalci, 2. - Dělníci - původní obyvatelé města, 3. - Opět dělníci, nicméně přistěhovalci). Pozorování přineslo zajímavé výsledky. Druhá skupina starousedlíků přijala 1. skupinu bohatých, zatímco na 3. skupinu se dívala opovrživě. První a druhá skupina jsou tedy etablované, zatímco ze třetí skupiny se stali outsideři. Rozhodující ve vzájemném vztahu etablovaných příslušníků zóny 2. a outsiderů ze zóny 3. se stalo přesvědčení 2. skupiny o tom, že představují společenství vyznačující se tradicemi, vyšším standardem chování a civilizovanějšími normami. S 1. skupinou se sžili, jelikož přinášela jejich vesnici prestiž a věhlas, díky svému bohatství. Třetí skupině naopak přisuzovali negativní rysy. Outsideři zčásti přijali názory etablovaných a začali o sobě smýšlet negativně. Objasnit toto chování mají pojmy skupinové charisma a skupinová hanba. Etablovaní si budují charisma, zatímco outsideři hanbu. Mocnější skupina uvaluje na tu slabší skupinovou hanbu, která ji přijímá za svou. Uspokojení získané z účasti na skupinovém charismatu je u členů dominantní skupiny takové, že vyrovnává případné frustrace plynoucí z nutnosti přísnější seberegulace chování a dodržování norem, jež zajišťují této skupině její nadřazenou pozici. Elias také říká, že konflikty mezi různými statusy nelze brát jako výjimečné stavy, jak je o nich obyčejně smýšleno, nýbrž jako strukturální atribut všech statusových hierarchií.

## Figurativní sociologie ve sportu
Zabývá se vlivem sportu na společnost. Nejznámější dílo s názvem Quest for Excitement napsal Norbert Elias společně s Ericem Dunningem. Tato kniha patří mezi klasiku sociologie sportu a volného času. Některé její části byly napsány a zmíněny už v Eliasově referátu pro každoroční konferenci britské sociologické asociace, poprvé kompletně publikována byla však až v roce 1986. Dalo by se říct, že kniha byla poctou sportu a volnému času, protože v ní byla  věnována pozornost jeho společenským funkcím, významu sportu pro společnost. Snažila se zabránit jeho podceňování ve smyslu dopadů na společnost. Figurativní sociologie pracuje s myšlenkou sportu jako klíče k modernizaci společnosti. Elias si všímal, že čím je společnost rafinovanější tím má rafinovanější sportovní struktury. Figurativní sociologie se snaží vyzdvihnout smysl sportu ve společnosti s tím, že je to víc než jen jednoduché cvičení. Eric Dunning v předmluvě píše, že sociologie má tendenci věnovat pozornost jen vážné a racionální části života. Výsledkem toho zábava, volný čas, sport a iracionální sklony mají tendenci nedostatečné pozornosti.